# Kisaburō Tokai

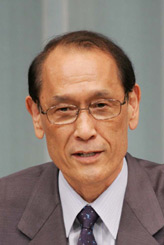
Kisaburō Tokai, 2007

Kisaburō Tokai (jap. 渡海 紀三朗 Tokai Kisaburō; * 11. Februar 1948 in Takasago, Präfektur Hyōgo) ist ein japanischer Politiker (Liberaldemokratische Partei (LDP)→Neue Partei Sakigake→LDP, darin Ishihara-Faktion→faktionslos), mit zwei Unterbrechungen seit 1986 Mitglied des Abgeordnetenhauses im Nationalparlament aus Hyōgo und seit 2023 Vorsitzender des Politikforschungsrats der LDP. Von 2007 bis 2008 war er Kultus- & Wissenschaftsminister (engl. Minister für Erziehung, Sport, Kultur, Wissenschaft und Technologie).
Tokai ist der älteste Sohn des ehemaligen LDP-Politikers und Ministers Tokai Motosaburō. Er studierte an der Waseda-Universität. Anschließend arbeitete er bei der Architekturfirma Nikken Sekkei. 1985 starb sein Vater, Tokai wurde Sekretär des Abgeordneten und damaligen Außenministers Abe Shintarō. Ein Jahr später, 1986, kandidierte er im Wahlkreis seines Vaters (3. Wahlkreis, Präfektur Hyōgo; seit der Wahlrechtsreform 1996: 10. Wahlkreis) für das Unterhaus. Als er 1993 aus der LDP austrat und sich an der Gründung der Neuen Partei Sakigake beteiligte, verlor er bei der folgenden Wahl 1996 den neuen Einmandatswahlkreis, gewann ihn aber 2000 nach seiner Rückkehr in die LDP und wurde 2003 und 2005 wiedergewählt. Innerhalb der Partei gehörte er früher der Yamasaki-Faktion an, ist aber heute ohne Faktion.
Im September 2007 berief ihn Premierminister Yasuo Fukuda zum Bildungsminister, ersetzte ihn aber bei der Kabinettsumbildung ein Jahr später durch Tsuneo Suzuki. 2009 verlor er seinen Sitz im Unterhaus, 2012 gewann er den Wahlkreis zurück und verteidigte ihn durchgehend bis einschließlich 2024. Nach dem Skandal um nicht deklarierte schwarze Kassen der Abe-Faktion im Dezember 2023 ersetzte Tokai den zurückgetretenen Kōichi Hagiuda als PARC-Vorsitzender im engsten Kreis des Parteivorstands. Unter Shigeru Ishiba wurde im September 2024 Itsunori Onodera sein Nachfolger.